# Helicarion australis
Helicarion australis е вид коремоного от семейство Helicarionidae.

## Разпространение
Видът е разпространен в Австралия.